# Francesco Dalessandro
Francesco Dalessandro (Cagnano Amiterno, 1948) è un poeta e traduttore italiano.

## Biografia
Nato in provincia de L'Aquila, è dal 1958, quando la sua famiglia si è trasferita, che vive a Roma. Dagli inizi degli anni Settanta e fino al 2005 ha lavorato in una banca. Comincia a scrivere versi fin da adolescente e esordisce alla fine degli anni Settanta partecipando a diverse letture pubbliche e, negli anni Ottanta, con pubblicazioni di poesie su varie riviste, quali Prospetti, Galleria, Sinopia, Lengua, Marka e Resine, con la quale collabora anche con recensioni. In particolare, su Le porte, almanacco di poesia diretto da Roberto Roversi, n. 2., maggio 1982, pubblica una silloge intitolata Appunti per un viaggio, con una nota di Francesco Tentori, e su Discorso diretto, quaderno n. 5, 1983, il poemetto Divergenze (mai ripubblicato). Nel 1993 contribuì all'antologia La moneta di Caronte, curata di Giovanna Sicari. Il suo primo libro, I giorni dei santi di ghiaccio, con una nota introduttiva di Elio Pecora, è del 1983. Dal 1985 al 1997 lavora al suo poema in quattro parti L'osservatorio (la cui prima parte esce nel 1989 e ottiene il plauso di Attilio Bertolucci). L'edizione intera è del 1998. E una riedizione riveduta e, in alcune sequenze, riscritta è uscita nel 2011.
Ha organizzato egli stesso letture di poesie; in particolare nel 1982, insieme a Luigi Amendola, una rassegna di dieci letture dal titolo Poesia verso..., con poeti come Gianfranco Palmery, Valerio Magrelli, Biancamaria Frabotta, Beppe Salvia, Gino Scartaghiande e altri, curandone poi un'antologia con lo stesso titolo. Nel 1984, insieme a Gianfranco Palmery, Alessandro Ricci, Giovanna Sicari, Valerio Magrelli e altri, fondò la rivista di letteratura Arsenale, diretta fino alla chiusura, nel 1988, da Gianfranco Palmery.
Ha anche organizzato vari eventi culturali; l'ultimo in ordine di tempo, Romanesca, curato insieme al pittore Giuseppe Salvatori, si è svolto presso la Casa delle Letterature di Roma tra il giugno del 2010 e l'aprile del 2011, ed ha riunito, nel segno di Roma, ventisette poeti e altrettanti artisti. Collabora con la rivista di poesia internazionale Pagine e gestisce un blog di poesia.
È autore di varie raccolte di poesia (e di edizioni d'arte). Già nel 1988, Raffaele Pellecchia , includendolo nell'antologia La poesia nel Lazio, di Dalessandro scrive che persegue “una poesia di occasioni nel senso montaliano del termine, in grado di rappresentare e di decifrare i segnali che popolano l'esistenza quotidiana, introiettandoli all'interno di una coscienza dolente e disincantata nel contempo, e restituendoli ad un senso arricchito e potenziato”. “Etologo di se stesso, analizza i sentieri filogenetici dell'animale-poeta (specie non più protetta). Scienziato e attore, fa e rifà le prove del difficile ‛teatro dei versi'” scrive Sauro Albisani . E Idolina Landolfi  parla di “un verseggiare di squisita fattura, frutto di sapienza compositiva e sonora, e rinnovato nel fraseggio che segue spesso il ritmo spezzato dell'esperienza intima, del tumulto del cuore”. “Dalessandro, insomma, appartiene a quella schiera di poeti che non ha mai ceduto alla tentazione di essere nuovo, anzi novissimo, ma ha sempre obbedito a ragioni più profonde, esistenziali e letterarie insieme, rinnovando la tradizione senza annientarla o dissolverla in ambigue – e facili – ironie corrosive”: così Giancarlo Pontiggia . E Gianfranco Palmery, nel saggio che accompagna la riedizione de L'osservatorio scrive: "Dalessandro riesce a essere insieme classico e barocco – e in questa ibridata dismisura a raggiungere sempre una sua misura, un equilibrio dedaleo... In che cosa è barocca questa poesia? (...) nella esorbitanza del flusso verbale, nella struttura piena, compatta della frase, nell'andatura ritmica che non lascia spazio a una pausa. Classica è la precisione descrittiva e nomenclatoria". In un'intervista rilasciata a Carmelo Pinto e pubblicata sul blog La poesia e lo spirito, il 18  e il 22  aprile 2011, Dalessandro stesso ha dichiarato che, nella sua poesia c'è “la messa in atto nella scrittura di una metodologia di tipo husserliano: è necessario partire dalle proprie esperienze di vita per esprimere idee”. E, ancora, che “Raccontare è significare, è dare un senso”.
Dalessandro è anche traduttore: dal latino, dall'inglese e dallo spagnolo. Nella già ricordata intervista a Carmelo Pinto, ha dichiarato che tradurre “significa compiere un servizio umile ma orgogliosamente espletato; ovvero, porsi di fronte ad un testo, pronti a fargli da specchio, impiegando tutte le risorse di cui si dispone, in termini di sensibilità, capacità, attenzione, conoscenza della propria e dell'altrui lingua”. Dal latino, ha tradotto poesie di Orazio, Ligdamo e Sulpicia, oltre alla Satira III (Lasciando Roma) di Giovenale; dallo spagnolo, poesie di José Mária Álvarez, Francisco Chica, David Pujante, Ana Rossetti, Eloy Sánchez Rosillo, Pere Gimferrer; dall'americano, Wallace Stevens, Kenneth Rexroth e altri; dall'inglese, William Shakespeare, Andrew Marvell, Elizabeth Barrett Browning, George Gordon Byron, John Keats, Gerard Manley Hopkins e Isaac Rosenberg.

## Opere

### Poesia
- I giorni dei santi di ghiaccio, Quaderni di Barbablù, Siena, 1983
- L'osservatorio (prima parte), Edizioni Il Labirinto, Roma, 1989
- L'osservatorio, Caramanica, Marina di Minturno, 1998 (finalista Premio Dario Bellezza, 2000)ISBN 88-86261-62-4
- Lezioni di respiro, Edizioni Il Labirinto, Roma, 2003 (segnalato al premio Attilio Bertolucci, 2004; finalista Premio Frascati 2004)ISBN 88-89299-25-8;
- La salvezza, Edizioni Il Labirinto, Roma, 2006 ISBN 88-89299-35-5
- Ore dorate, Edizioni Il Labirinto, Roma, 2008 ISBN 978-88-89299-54-8
- Aprile degli anni, Puntoacapo, Novi Ligure, 2010 ISBN 978-88-96020-61-6
- Gli anni di cenere, edizione d'arte con un'incisione di Michela Sperindio, Associazione culturale “La luna”, Casette d'Eta di Sant'Elpidio a Mare (FM), 2010
- L'osservatorio, edizione riveduta, con una testimonianza di Attilio Bertolucci e un saggio di Gianfranco Palmery, Moretti e Vitali, Bergamo, 2011 (segnalato al Premio Penna 2012)ISBN 9788871864907
- Primo maggio nel Pineto, edizione d'arte con foto e acquerelli di Silvia Stucky, Stamperia d’arte Il Bulino, Roma, 2012
- Figure d'ombra, Puntoacapo Editrice, Pasturana, 2018 (finalista Premio Metauro 2018), ISBN 978-88-6679-166-9
- Dediche e imitazioni, InternoLibri Edizioni, Latiano (BR) 2021, ISBN 979-12-80138-08-8
- Le ragioni del dopo (con Fabio Ciriachi) omaggio ad Alessandro Ricci, Edizioni Il Labirinto, Roma, 2021
- Camminando, Il Labirinto, Roma 2023 (finalista Premio Internazionale L'Aquila Laudomia Bonanni 2024) ISBN 979-12-81124-01-1

### Saggistica
- Le mammelle della sensualità, in AA.VV., Poesia e preghiera, Edizioni Il Labirinto, Roma, 2008. ISBN 978-88-89299-55-5
- Temperare la punta alla morte, in Alessandro Ricci, Tutte le poesie. Europa Edizioni, Roma 2019. ISBN 978-88-5508-505-2

### Traduzioni
- Wallace Stevens, Domenica mattina, Edizioni Il Labirinto, Roma, 1998
- Elizabeth Barrett Browning, Sonetti dal portoghese, Edizioni Il Labirinto, Roma, 2000 ISBN 88-89299-21-5
- Gerard Manley Hopkins, I sonetti terribili, Edizioni Il Labirinto, Roma, 2003
- George Gordon Byron, Il sogno e altri pezzi domestici, Edizioni Il Labirinto, Roma, 2008 ISBN 978-88-89299-52-4
- John Keats, Sull'indolenza e altre odi, Edizioni Il Labirinto, Roma, 2010 ISBN 978-88-89299-61-6
- William Shakespeare, Ladro gentile, Il Labirinto. Roma, 2014 ISBN 978-88-89299-77-7
- Eloy Sánchez Rosillo, Chiave del sogno, postfazione di Marco Paone, Contatti, Genova 2019, ISBN 978-88-944141-1-0
- John Keats, Fammi lezione, Musa, premessa di Francesco Rognoni, Contatti, Genova 2021, ISBN 978-88-94-41417-2
- Isaac Rosenberg, In trincea, intr. di Franco Lonati, InternoPoesia, Latiano (BR) 2023, ISBN 979-12-80138-08-8
- Kenneth Rexroth, Lasciati celebrare. Poesie scelte 1937-1974, Latiano (BR), 2025, 9791281315358